# Pontus van Lalaing
Pontus of Ponce van Lalaing (Frans: Ponthus de Lalaing) (1508 - Villers-au-Tertre, 1557 of 1558) was een Zuid-Nederlandse edelman, legeraanvoerder en stadhouder in Habsburgse dienst.
Pontus was heer van Bugnicourt, Hesdin, Villers en andere plaatsen, seneschalk van Oosterbant (1521), Vliesridder (1546) en stadhouder van Vlaanderen en Artesië (1553) onder keizer Karel V.
Toen tijdens de Italiaanse Oorlog van 1551-1559 Adriaan van Croÿ sneuvelde terwijl hij Terwaan belegerde in 1553, volgde Pontus hem op als kapitein-generaal van het keizerlijke leger en stadhouder van Vlaanderen en Artesië, en voltooide de verovering van Terwaan.

## Voorouders
| Voorouders van Pontus van Lalaing | Voorouders van Pontus van Lalaing                                | Voorouders van Pontus van Lalaing                                | Voorouders van Pontus van Lalaing                                | Voorouders van Pontus van Lalaing                                | Voorouders van Pontus van Lalaing                                | Voorouders van Pontus van Lalaing                                | Voorouders van Pontus van Lalaing                                                 | Voorouders van Pontus van Lalaing                                                 |
| --------------------------------- | ---------------------------------------------------------------- | ---------------------------------------------------------------- | ---------------------------------------------------------------- | ---------------------------------------------------------------- | ---------------------------------------------------------------- | ---------------------------------------------------------------- | --------------------------------------------------------------------------------- | --------------------------------------------------------------------------------- |
| Overgrootouders                   | Willem van Lalaing (1395-1475) ∞ Johanna van Créquy (1395-1480)  | Willem van Lalaing (1395-1475) ∞ Johanna van Créquy (1395-1480)  | ? (-) ∞ ? (-)                                                    | ? (-) ∞ ? (-)                                                    | Johan II van Brimeu (1397-1441) ∞ Maria van Mailly (1410-1470)   | Johan II van Brimeu (1397-1441) ∞ Maria van Mailly (1410-1470)   | Jacob van Rambures (1425-1515) ∞ Maria-Antoinette van Bergues-Saint Winoc (1425-) | Jacob van Rambures (1425-1515) ∞ Maria-Antoinette van Bergues-Saint Winoc (1425-) |
| Grootouders                       | Johan van Lalaing (1425-1498) ∞ Christine van Waitte (1460-)     | Johan van Lalaing (1425-1498) ∞ Christine van Waitte (1460-)     | Johan van Lalaing (1425-1498) ∞ Christine van Waitte (1460-)     | Johan van Lalaing (1425-1498) ∞ Christine van Waitte (1460-)     | Robert van Habarcq (1425-) ∞ Catharina van Mannart (-)           | Robert van Habarcq (1425-) ∞ Catharina van Mannart (-)           | Robert van Habarcq (1425-) ∞ Catharina van Mannart (-)                            | Robert van Habarcq (1425-) ∞ Catharina van Mannart (-)                            |
| Ouders                            | Arthur van Lalaing (1455-1521) ∞ Johanna van Habarcq (1480-1540) | Arthur van Lalaing (1455-1521) ∞ Johanna van Habarcq (1480-1540) | Arthur van Lalaing (1455-1521) ∞ Johanna van Habarcq (1480-1540) | Arthur van Lalaing (1455-1521) ∞ Johanna van Habarcq (1480-1540) | Arthur van Lalaing (1455-1521) ∞ Johanna van Habarcq (1480-1540) | Arthur van Lalaing (1455-1521) ∞ Johanna van Habarcq (1480-1540) | Arthur van Lalaing (1455-1521) ∞ Johanna van Habarcq (1480-1540)                  | Arthur van Lalaing (1455-1521) ∞ Johanna van Habarcq (1480-1540)                  |
| Pontus van Lalaing (1508-1557)    |                                                                  |                                                                  |                                                                  |                                                                  |                                                                  |                                                                  |                                                                                   |                                                                                   |

- Gemeinsame Normdatei: 132280639
- International Standard Name Identifier: 0000 0000 2269 6118
- Virtual International Authority File: 28226551